# Beechwood (Missisipi)
Beechwood – jednostka osadnicza w Stanach Zjednoczonych, w stanie Missisipi, w hrabstwie Warren.